# Buk (Přerov)
Buk é uma comuna checa localizada na região de Olomouc, distrito de Přerov.